# バッバ・チャンドラー
バッバ・チャンドラー（Bubba Chandler, 2002年9月14日 - ）は、アメリカ合衆国ジョージア州オコニー郡ボガート出身のプロ野球選手（投手、遊撃手）。右投両打。MLBのピッツバーグ・パイレーツ傘下所属。

## 経歴
高校では野球とアメリカンフットボールを兼任しており、野球とフットボールに専念する前はバスケットボールやゴルフも行っていた。当初は卒業後にジョージア大学へ進学する予定だったが、後に進路をクレムゾン大学へ変更した。

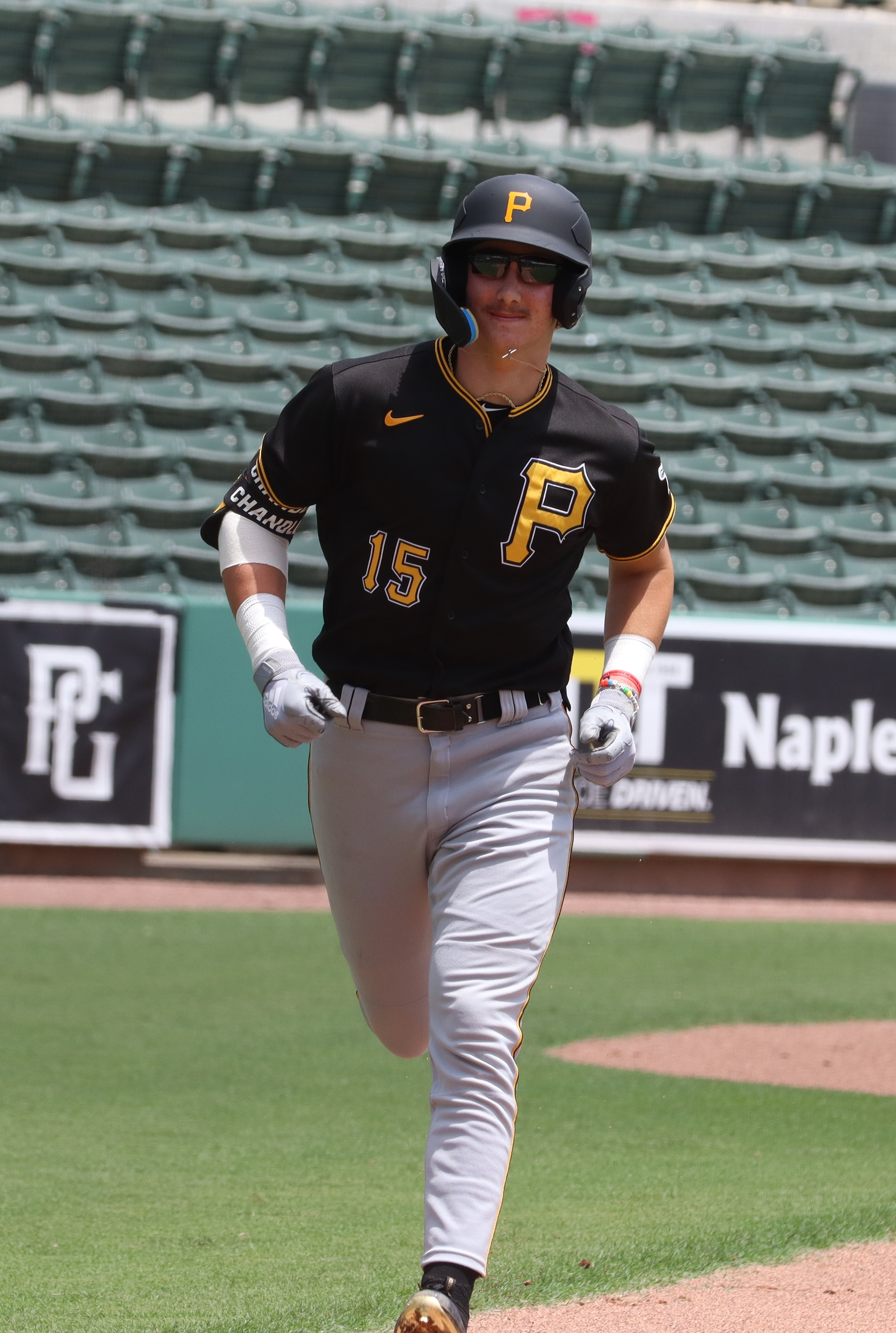
ルーキー級FCLパイレーツ時代
(2022年6月13日)

4年目の2021年に高校の先輩でもあるクマール・ロッカーを参考にスライダーを研究し、体重も約15kg増量した。投手と野手の二刀流として注目を集め、この年行われるMLBドラフトでの上位指名候補とされた。